# Пережившие Поток
«Глава пятая: Пережившие Поток» (англ. Chapter Five: Survivors of the Flux) — пятая серия тринадцатого сезона британского телесериала «Доктор Кто» и заодно пятая часть шестисерийной истории «Поток», длящейся весь сезон. Премьера состоялась 28 ноября 2021 года на BBC One. Автор сценария Крис Чибнелл, режиссёр Азхур Салим.
Роль Тринадцатого Доктора исполнена актрисой Джоди Уиттакер, в ролях спутников Ясмин Хан и Дэна Льюиса — Мандип Гилл и Джон Бишоп соответственно.

## Сюжет
Плачущие ангелы перемещают Доктора на космический корабль, где она встречает Авсок, женщину, спасшую её невзначай в серии «Однажды во времени».
В ходе диалога между ними выясняется, что Авсок — это Тектеюн, приёмная матерь Доктора, которая нашла Вечное дитя у портала в другую вселенную; некогда исследовательница, основательница расы Повелителей Времени, Тектеюн теперь руководила Дивизионом, который направлял развитие всей Вселенной. Именно эта женщина в оное время стёрла память Доктору, а теперь Дивизион изобрёл Поток, чтобы погубить Доктора. Помимо всего, у Тектюн есть часы на цепочке, хранящие воспоминания Доктора.
К 1904 году спутники Доктора, Яс и Дэн, неизвестным образом сбегают из деревушки ангелов, и пускаются в путешествия по миру, задавшись целью вычислить дату конца света. Поиски приводят их в Ливерпуль, где изобретатель Джозеф Уильямсон создал таинственные туннели под городом, однако обнаружил, что некоторые двери уводят в другие места и времена.
В 1958 году один английский генерал предлагает маскирующемуся инопланетному преступнику Великому Змею создать UNIT. Спустя годы тот же Великий Змей, называющий себя Прентис, фактически контролирует организацию — к 2017 году он закрывает UNIT, а к 2021 приказывает снизить оборону Земли, помогая сонтаранцам устроить захват Земли.
Бел встречает Карванисту, угоняя его корабль, но им обоим приходиться столкнуться с сонтаранцами, в то время как Виндер оказывается захвачен Пассажиром.
При помощи энергии, изъятой из убитых людей, два главных злодея, Рой и Лазурь, создают психо-темпоральный мост и по нему проникают прямиком на корабль Дивизиона. Они желают отмстить Тектеюн, которая заточила их, хотя и освободила впоследствии; вмиг они уничтожают её. Доктора ожидает та же участь.

## Производство

### Разработка
Серия написана главным сценаристом Крисом Чибнеллом.

### Актёрский состав
Сезон стал третьим для Джоди Уиттакер в роли Тринадцатого Доктора, а также Мандип Гилл в роли Ясмин Хан. Джон Бишоп играл нового спутника Дэна Льюиса. Свою роль Кейт Стюарт в сериале повторила Джемма Редгрейв, прежде она появлялась в двух эпизодах 2015 года.
В одной из сцен также использовался архивный голос Николаса Кортни для воспроизведения персонажа Бригадира Летбридж-Стюарта.

### Съёмки
Азхур Салим стал режиссёром второго блока, состоящего из третьей, пятой и шестой серий сезона. Первоначально съёмки сезона должны были начаться в сентябре 2020 года, но в итоге из-за пандемии COVID-19 начались в ноябре 2020 года.

## Показ и критика
| Агрегированные оценки            | Агрегированные оценки |
| Источник                         | Рейтинг               |
| -------------------------------- | --------------------- |
| Rotten Tomatoes (Tomatometer)    | 83 %                  |
| Rotten Tomatoes (средняя оценка) | 6,3/10                |
| Оценки критиков                  |                       |
| Источник                         | Рейтинг               |
| Radio Times                      | [ 9 ]                 |
| The A.V. Club                    | B+                    |
| The Independent                  | [ 11 ]                |
| The Telegraph                    | [ 12 ]                |

### Показ
Премьера серии состоялась 28 ноября 2021 года.

### Рейтинги
За ночь на BBC One эпизод посмотрели 3,82 миллиона зрителей. Консолидированный рейтинг (количество прибавляемых просмотров за неделю с премьеры) составил 1,01 миллиона зрителей.

### Критика
По данным агрегатора Rotten Tomatoes, 
83 % из 6 обзоров были положительными, со средней оценкой 6,3 из 10.